# 도그 (2022년 영화)
《도그》(영어: Dog)는 미국에서 제작된 리드 캐럴린, 채닝 테이텀 감독의 2022년 로드 코미디 드라마 영화이다.
이 영화는 2022년 2월 18일 유나이티드 아티스츠 릴리싱에 의해 미국에서 개봉되었다. 평론가들로부터 대체로 좋은 평가를 받았다.

## 출연
- 채닝 테이텀 - 잭슨 브리그스 역
- 제인 애덤스 - 태머라 역
- 케빈 내시 - 거스 역
- 코리안카 킬처 - 니키 역
- 이선 수플리 - 노아 역
- 에미 레이버램프먼 - 벨라 역
- 니콜 럴리베어테이 - 조이 역
- 케이든 보이드 - 캘런 역
- 빌 버 - 샌프란시스코 경관 역 (크레디트 미기재)